# Юность (альбом «Ляписа Трубецкого»)
Юность — пятый студийный альбом группы «Ляпис Трубецкой», который был выпущен в сентябре 2001 года.

## История альбома
В сентябре 2001 года увидел свет первый за полтора года полноценный альбом группы «Ляпис Трубецкой». Публика встретила новую работу «Ляписов» восторженно, альбом пользовался большим успехом. Работа над альбомом началась осенью 2000 года, тогда были записаны композиции «Голуби», «Вилейка», «Лазерное Солнце», «Гоп-хип-хоп». В марте 2001 года состоялась премьера клипа на композицию «Голуби», а в июле того же года было снято видео на песню «Сочи». В июле 2001 года группу покинул бас-гитарист Дмитрий Свиридович, и группа в срочном порядке находит ему замену — басиста Алексея Зайцева.
Осенью 2000 года планировалось выпустить сингл «Гоп-хип-хоп» на лейбле «Real Records», а также снять клип на данную композицию (по слухам, специально для этого валторнист Паша Кузюкович обучал Сергея Михалка основам брейк-дэнса). Но данный проект так и остался нереализованным.
Песня «Золото-магнит» первоначально называлась «Золотом огни» и исполнялась «Ляписами» на сцене с 1990-х годов.
«Бэби-плиз» представляет собой римейк композиции «Вернись» 1999 года с альбома «Красота».
В период работы над альбомом были записаны композиции «Алые паруса», «Лучше, чем в Париже», «Танцевали до утра» (дуэт с Карлом Хламкиным, записан на студии Белорусского телевидения 16 апреля 2001 года), «Государство» (кавер-версия композиции группы «Гражданская Оборона»), но не вошли в него.
Вскоре после выхода альбома к «Ляписам» присоединяется Александр Сторожук, заменивший за барабанами Алексея Любавина.

## Издание
Существует две версии альбома:
- подарочная (жёлтый слипкейс, 12-ти страничный буклет с иллюстрациями А. Хацкевича, три бонус-видео: «Голуби», «Сочи» и «Саша и Сирожа»);
- лицензионная (без слипкейса и бонус-видео, 4-х страничный вкладыш).

Автор оформления обложки — Ян Карпов.

## Список композиций
| №                   | Название            | Длительность |
| ------------------- | ------------------- | ------------ |
| 1.                  | «Сочи»              | 4:30         |
| 2.                  | «Некрасавица»       | 4:01         |
| 3.                  | «Юность»            | 3:44         |
| 4.                  | «Голуби»            | 3:27         |
| 5.                  | «Гоп-хип-хоп»       | 3:07         |
| 6.                  | «Карусели-мельницы» | 2:44         |
| 7.                  | «Золото-магнит»     | 4:24         |
| 8.                  | «Бэби-плиз»         | 4:53         |
| 9.                  | «Канаплёва»         | 3:13         |
| 10.                 | «Вилейка»           | 4:02         |
| 11.                 | «Лазерное солнце»   | 3:45         |
| Общая длительность: | Общая длительность: | 41:45        |

## Участники
- Сергей Михалок — вокал, акустика, автор
- Павел Булатников — вокал, бубны
- Руслан Владыко — гитара, клавишные
- Дмитрий Свиридович — бас-гитара (треки 1, 3, 4, 5, 9, 10, 11)
- Алексей Зайцев — бас-гитара (треки 2, 6, 7, 8)
- Павел Кузюкович — валторна
- Георгий Дрындин — труба
- Иван Галушко — тромбон
- Алексей Любавин — ударные, перкуссия

Над альбомом также работали:
- Андрей Кучеренко — сведение
- Язнур — сведение